# La Journée de la jupe
La Journée de la jupe is een Frans-Belgische televisiefilm die op 20 maart 2009 op Arte werd vertoond. De film ging in première in 2008 op het La Rochelle Film Festival.

## Verhaal
Sonia Bergerac geeft les Frans in een voorstedelijk college. Ze vindt het lesgeven aan leerlingen die haar pesten omdat ze een rok draagt en gescheiden leeft van haar man steeds moeilijker. Tijdens een repetitie voor een toneelstuk vindt ze een revolver in de tas van een leerling. Wanneer ze hem hiermee confronteert, gaat de revolver per ongeluk af en schiet ze een kogel in diens been.
In paniek tijdens de verwarring die volgt, gijzelt ze de klas. Nu ze de klas eindelijk onder controle heeft, probeert ze te analyseren waarom lesgeven en leren zo moeilijk gaat. Een deel van van de klas begint begrip voor haar te krijgen en helpt haar, tegen de pogingen van de ordediensten in, de gijzeling voort te zetten. Wanneer de ordediensten haar eisen vragen, eist ze dat één dag per jaar alle meisjes met een rok aan naar school zouden komen en dat ze haar zaak in de media mag uitleggen. 
De onderhandelingen verlopen vlot maar dan slaagt een leerling erin de revolver in zijn bezit te krijgen en een andere leerling neer te schieten. De onderhandelaars, politieagenten verkleed als journalisten, schieten daarop de lerares dood. Op de begrafenis van de lerares dragen alle meisjes een rok.

## Rolverdeling
| Acteur           | Personage           | Opmerkingen         |
| ---------------- | ------------------- | ------------------- |
| Isabelle Adjani  | Sonia Bergerac      | lerares Frans       |
| Denis Podalydès  | Inspecteur Labouret | SWAT-onderhandelaar |
| Yann Collette    | Officier Bechet     | Labourets meerdere  |
| Jackie Berroyer  | Schoolhoofd         |                     |
| Yann Ebonge      | Mouss               |                     |
| Kévin Azaïs      | Sébastien           |                     |
| Karim Zakraoui   | Farid               |                     |
| Khalid Berkouz   | Mehmet              |                     |
| Sonia Amori      | Nawel               |                     |
| Sarah Douali     | Farida              |                     |
| Salim Boughidene | Jérôme              |                     |
| Mélèze Bouzid    | Khadija             |                     |
| Hassan Mezhoud   | Akim                |                     |
| Fily Doumbia     | Adiy                |                     |

## Prijzen
Isabelle Adjani won de César, Frankrijks nationale filmprijs, voor beste actrice. De film werd ook genomineerd voor beste film en origineelste filmscenario. De film won nog enkele kleinere prijzen.